# Alles muss raus (Fernsehsendung)
alles muss raus war eine Kabarettsendung, die auf dem Fernsehsender 3sat zu sehen war. Die Show dauerte 45 bis 60 Minuten und wurde von dem unterfränkischen Kabarettisten Urban Priol moderiert. Priol zeigte in der Sendung Auszüge aus seinem aktuellen Bühnenprogramm und kommentierte die politischen und gesellschaftlichen Geschehnisse der vorangegangenen Tage. Auch Parodien von bekannten Politikern waren Teil jeder Ausgabe. In jeder Ausgabe traten außerdem Gäste auf. Diese waren den Kleinkunstbereichen Comedy und Kabarett zuzuordnen. Des Weiteren trat immer ein musikalischer Gast auf.
Seit 2006 strahlte 3sat alles muss raus immer am ersten Sonntag jedes Monats um 20:15 aus. Um die Sendung auf dem aktuellen Stand zu haben, wurde sie zudem seit 2006 live aus dem ZDF-Studio 3 übertragen. Im März 2007 wurde die Sendung eingestellt, da sich Priol ganz auf seine neue Sendung Neues aus der Anstalt im ZDF konzentrieren wollte.
2006 war alles muss raus neben Bei Krömers (RBB) und Mario Barth Live! Männer sind Schweine – Frauen aber auch! (RTL) für den Deutschen Fernsehpreis in der Kategorie Beste Comedy nominiert. Der Preis ging an Kurt Krömer.
| Sendung vom                                           | Gäste |
| ----------------------------------------------------- | --- |
| 4. März 2007                                          | - Helmut Schleich - Murat Topal - Basta                                                                                    |
| 4. Februar 2007                                       | - Andreas Rebers - Pigor & Eichhorn - Bülent Ceylan                                                                        |
| 10. Dezember 2006                                     | - Christoph Sonntag - Malediva - Alfred Dorfer                                                                             |
| 12. November 2006                                     | - Sissi Perlinger - Werner Koczwara - Irmgard Knef                                                                         |
| 1. Oktober 2006                                       | - Marco Tschirpke - Wilfried Schmickler - Stephan Bauer                                                                    |
| 10. September 2006 (Spezialausgabe vom 3sat-Festival) | - Jürgen Becker - Michael Altinger - Running Orchestra                                                                     |
| 7. Mai 2006                                           | - Django Asül - Michael Ehnert - Michael Sens                                                                              |
| 2. April 2006                                         | - Kurt Krömer - Fritz & Hermann alias Rainer Pause und Norbert Alich - Paul Morocco, Antonio Gomez und Guillermo de Endaya |
| 5. März 2006                                          | - Matthias Deutschmann - Horst Schroth - Weber-Beckmann                                                                    |
| 5. Februar 2006                                       | - Frank-Markus Barwasser - Bernhard Hoecker - Evi und das Tier                                                             |
| 10. Dezember 2005                                     | - Heinrich Pachl - Andreas Müller - Stefan Jürgens - Hans-Hermann Thielke                                                  |
| 19. November 2005                                     | - Lars Reichow - Günter Grünwald - Tilo Seibel und Lüder Wohlenberg - Werner Koczwara                                      |
| 8. Oktober 2005                                       | - Thomas Freitag - Arnim Töpel - Werner Koczwara - Luise Kinseher                                                          |
| 17. September 2005 (Spezialausgabe vom 3sat-Festival) | - Rolf Miller - Ursus & Nadeschkin - Monaco Bagage                                                                         |
| 16. April 2005                                        | - Dieter Nuhr - Hagen Rether - Fritz Eckenga - Andreas Müller                                                              |
| 12. März 2005                                         | - Werner Koczwara - Fritz Eckenga - Mark Britton - Biermösl Blosn                                                          |
| 12. Februar 2005                                      | - Reiner Kröhnert - Simone Solga - Bodo Wartke - Vince Ebert                                                               |
| 11. Dezember 2004                                     | - Andreas Müller - Horst Evers - Basta                                                                                     |
| 13. November 2004                                     | - Andreas Rebers - Bülent Ceylan - Orchester Bürger Kreitmeier                                                             |
| 16. Oktober 2004                                      | - Django Asül - Tina Teubner - Wolfgang Nitschke                                                                           |
| 24. April 2004                                        | - Andreas Giebel - Eckart von Hirschhausen - LaLeLu                                                                        |
| 7. Februar 2004                                       | - Wilfried Schmickler - Rolf Miller - Ganz schön feist                                                                     |